# فرست بوستون
فرست بوستون (انگلیسی: First Boston) شرکت خدمات مالی آمریکایی است، که در سال ۱۹۳۲ تأسیس شد.